# Helmuth von Ziemietzky
Johann Wilhelm Helmuth von Ziemietzky (* 18. Juni 1824 in Xanten; † 8. Juni 1899 in Nieder-Struse) war ein preußischer General der Infanterie.

## Leben

### Herkunft
Helmuth war ein Sohn des preußischen Oberstleutnants Ludwig von Ziemietzky (1787–1836) und dessen Ehefrau Franziska, geborene von Clausnitz (1784–1829).

### Militärkarriere
Nach seiner Erziehung im elterlichen Hause und dem Besuch der Kadettenhäuser in Potsdam und Berlin trat Ziemietzky am 9. August 1842 als Sekondeleutnant in das 16. Infanterie-Regiment der Preußischen Armee ein. Zur weiteren Ausbildung absolvierte er ab Oktober 1846 die Allgemeine Kriegsschule, musste seine Studien dort aber 1848 unterbrechen. Er nahm an der Niederschlagung der Barrikadenaufstand in Berlin sowie während des Feldzuges gegen Dänemark am Gefecht bei Missunde teil. Nach der Unterdrückung des Elberfelder Aufstandes wurde Ziemietzky Ende Mai 1849 Adjutant der mobilen 3. Division. In dieser Funktion kam er während des Niederschlagung der Badischen Revolution bei den Gefechten von Ubstadt, Durlach, Wald-Michelbach und Kuppenheim zum Einsatz. Mitte Oktober 1850 konnte Ziemietzky seine Ausbildung kurzzeitig fortsetzen, wurde jedoch einen Monat später bei der Mobilmachung anlässlich der Herbstkrise Adjutant der mobilen 27. Division. Erst im Februar 1851 setzte er seine Studien fort, die er im Oktober 1851 mit einem vorzüglichen Zeugnis und der Empfehlung für eine Verwendung im Großen Generalstab abschloss. Daraufhin wurde Ziemietzky zunächst zum Topographischen Büro und anschließend zum Großen Generalstab kommandiert. 1855 avancierte er zum Premierleutnant und mit seiner Beförderung zum Hauptmann wurde er im Juli 1856 in den Generalstab des VI. Armee-Korps nach Breslau versetzt. Als Major wurde Ziemietzky am 9. Januar 1864 zum Kommandeur des I. Bataillons im 2. Oberschlesischen Infanterie-Regiment Nr. 23 ernannt. Mitte Juni 1865 zum Oberstleutnant befördert, wurde er dann Anfang April 1866 in den Generalstab der 9. Division in Glogau versetzt. In dieser Eigenschaft nahm Ziemietzky im selben Jahr während des Krieges gegen Österreich an den Kämpfen bei Nachod, Skalitz, Schweinschädel und Königgrätz teil.
Ausgezeichnet mit dem Roten Adlerorden III. Klasse mit Schwertern und Schleife wurde er nach dem Friedensschluss zum Chef des Generalstabes beim Generalgouvernement Hannover ernannt, aus dem kurz darauf das X. Armee-Korps entstand. Ziemietzky fungierte als erster Chef des Generalstabes dieses neuen Korps und avancierte im April 1867 zum Oberst. Krankheitsbedingt musste er einen längeren Erholungsurlaub antreten und nach seiner Wiederherstellung wurde er am 11. April 1868 zum Kommandeur des Grenadier-Regiments „König Friedrich Wilhelm IV.“ (1. Pommersches) Nr. 2 ernannt. Diesen Verband führte er 1870/71 während des Krieges gegen Frankreich in den Schlachten bei Gravelotte und Villiers sowie bei den Belagerungen von Metz und Paris. Ziemietzky erhielt beiden Klassen des Eisernen Kreuzes und wurde nach dem Frieden von Frankfurt unter Stellung à la suite seines Regiments am 2. November 1871 mit der Führung der 56. Infanterie-Brigade in Rastatt beauftragt. Anfang Januar 1872 erfolgte seine Ernennung zum Kommandeur dieser Brigade und kurz darauf die Beförderung zum Generalmajor. Aufgrund eines wiederkehrenden Nervenleidens, an der er zeit seines Lebens litt, musste er erneut einen längeren Erholungsurlaub antreten. Ab dem 13. November 1873 war Ziemietzky Kommandeur der in Frankfurt am Main stationierten 42. Infanterie-Brigade, bis er am 25. September 1877 unter Beförderung zum Generalleutnant zu den Offizieren von der Armee versetzt wurde. Am 26. Januar 1878 ernannte ihn Kaiser Wilhelm I. zum Kommandeur der 31. Division in Straßburg. Vom 14. Mai 1881 bis zum 13. Oktober 1882 war er Kommandeur der 3. Division in Stettin und anschließend Gouverneur von Köln. In dieser Stellung erhielt Ziemietzky anlässlich des Ordensfestes im Januar 1883 den Roten Adlerorden I. Klasse mit Eichenlaub und Schwertern am Ringe. Außerdem wurde ihm das Großkreuz des Albrechts-Ordens, des Friedrichs-Ordens sowie des Ordens vom Zähringer Löwen verliehen.  In Genehmigung seines Abschiedsgesuches wurde er am 17. Oktober 1883 mit den Charakter als General der Infanterie mit Pension zur Disposition gestellt.
Nach seiner Verabschiedung übernahm er die Bewirtschaftung seines Gutes Nieder-Struse im Kreis Neumarkt in Schlesien. Aus Anlass des 100. Geburtstages von Kaiser Wilhelm I. würdigte ihn Kaiser Wilhelm II. und stellte Ziemietzky am 22. März 1897 à la suite des Grenadier-Regiments „König Friedrich Wilhelm IV.“ (1. Pommersches) Nr. 2. Er war Ehrenritter des Johanniterordens und verstarb auf seinem Gut.

### Familie
Ziemietzky hatte sich am 9. Oktober 1857 in Hartlieb mit Henriette von Lüttwitz (1826–1906) verheiratet. Sie war eine Tochter des Rittergutsbesitzers Karl von Lüttwitz (* 1779) aus dessen zweiten Ehe mit Marianne, geborene Freiin von Schuckmann (1796–1857).